# DR 130 sorozat

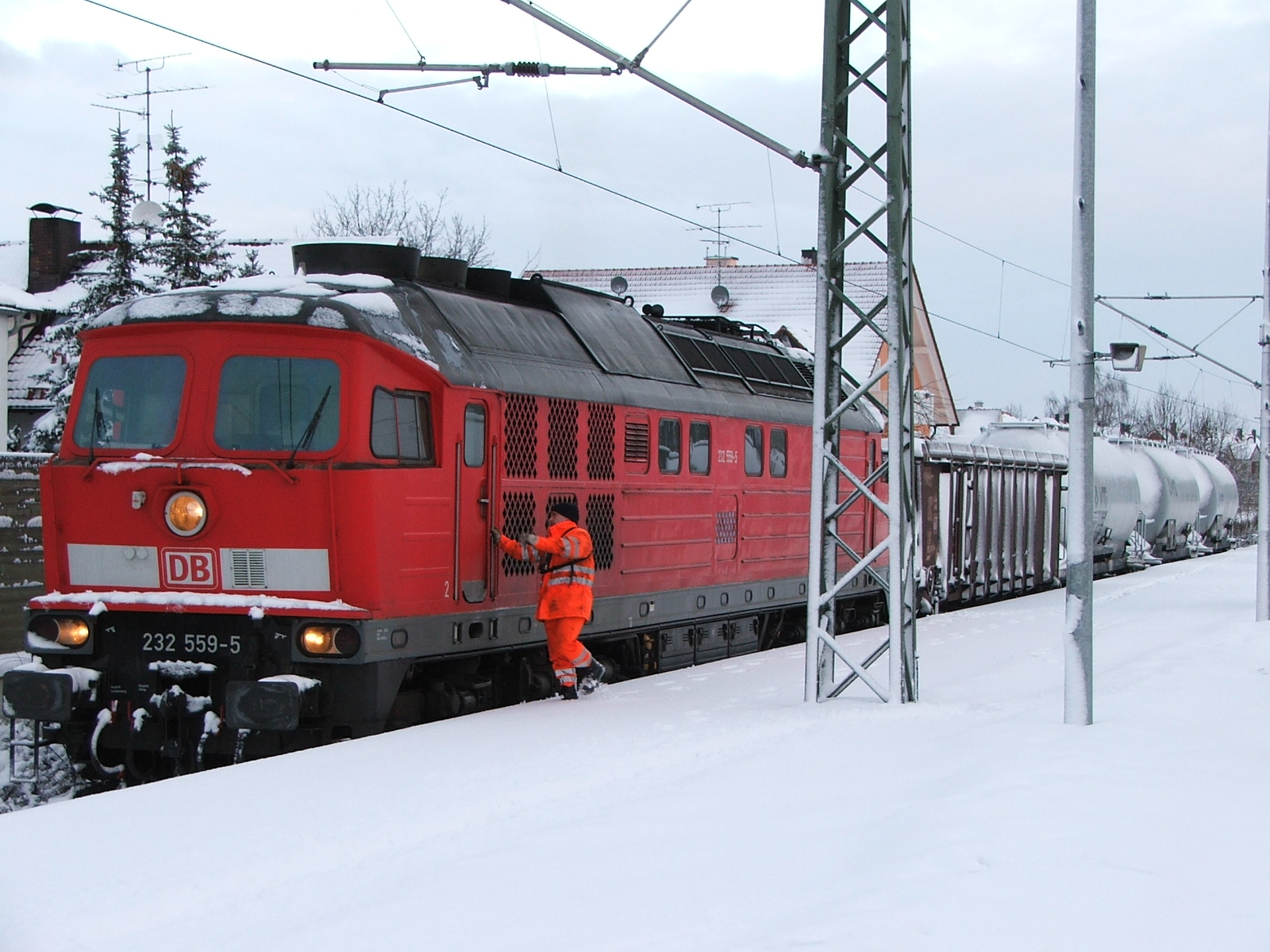
Egy DB 232

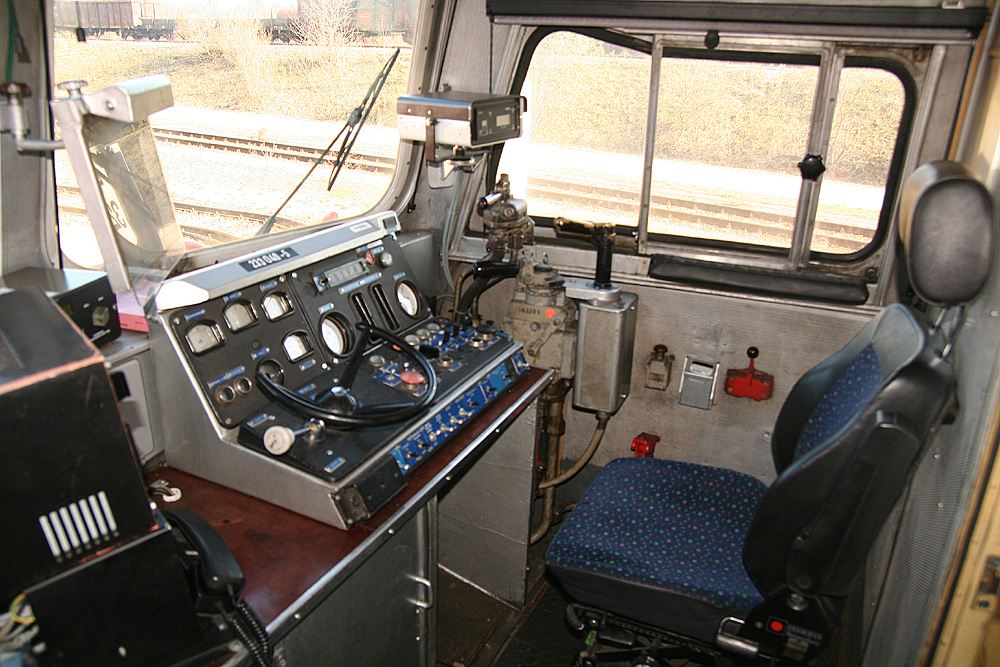
A DB 232 vezetőállása

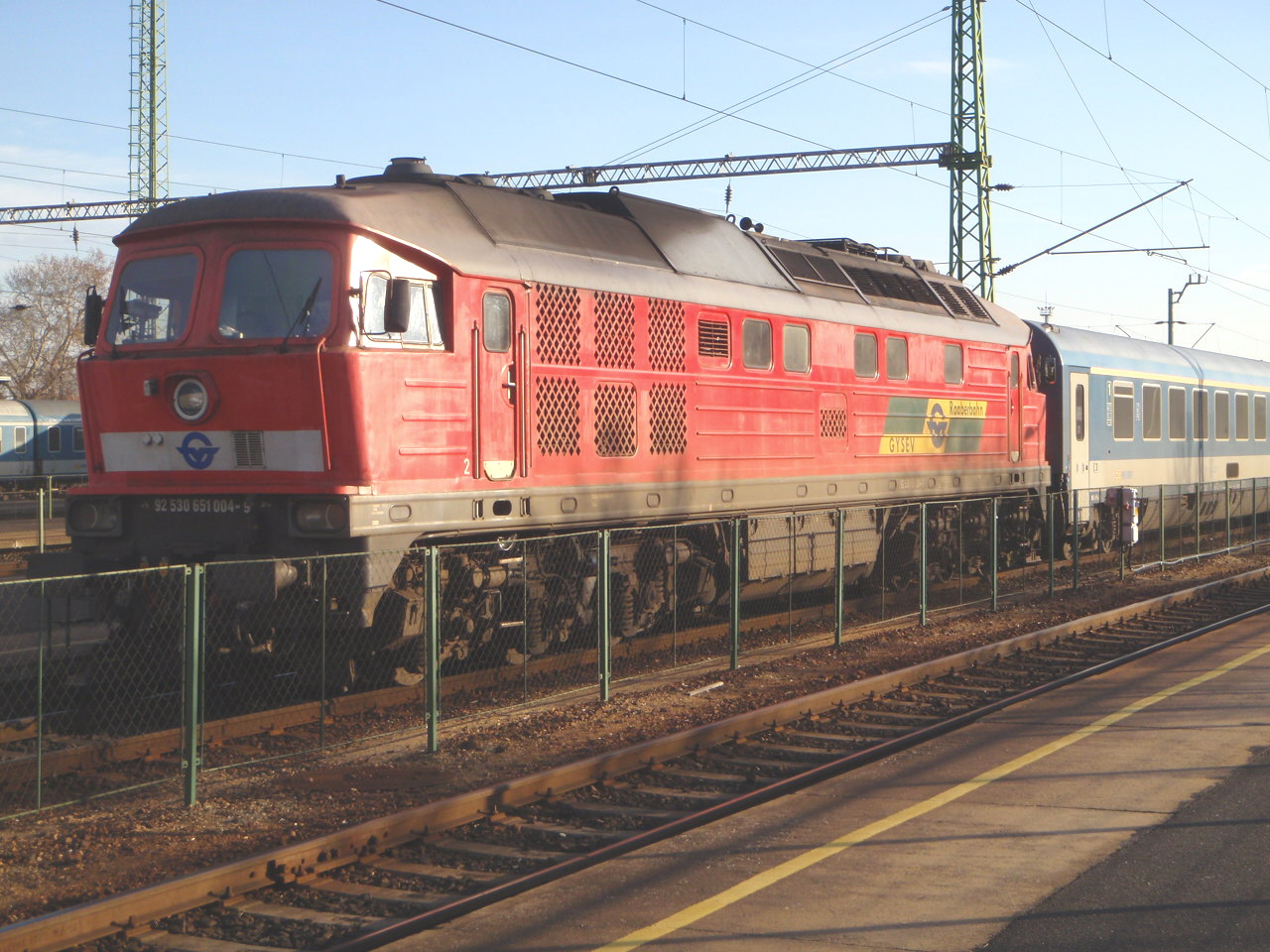
GYSEV által bérelt 4 gép egyike Szombathelyen, InterCityvel

A DR 130, DR 131, DR 132, DR 142 sorozat, illetve jelenleg a Deutsche Bahn-nál DB 232, DB 233, DB 234, DB 241 sorozat egy szovjet gyártású német vonali dízelmozdony-család. Beceneve: Ludmilla.
Az NDK vasútja, a Deutsche Reichsbahn 1970-től kezdte beszerezni a kezdetben V300-nak, majd DR 130-nak nevezett mozdonyokat. 1982-ig összesen 873 darabot szereztek be, különböző változatokban. Napjainkban már csak a DR 132 alsorozatú mozdonyok és átépített, továbbfejlesztett változataik üzemelnek a Deutsche Bahn-nál.

## DR 130 sorozat
A prototípus  mozdonyt az 1970-es lipcsei tavaszi vásáron még V300 001 számon állították ki, azonban hamarosan már DR 130-as sorozatként jelölték. Az első mozdony Halléba került, ahol a VES-M Halle próbázott vele. A 130-as sorozat további járművei Leipzig Hbf-Süd vontatási telepre érkeztek. A 80 darab mozdonynak 140 km/h sebességű forgóvázai voltak, azonban nem voltak vonatfűtéssel szerelve, így elsősorban a nehéz tehervonati üzemben dolgoztak. A nagy végsebesség és emiatti alacsony vonóerő nem volt optimális ehhez a feladathoz. Később 3 darab mozdonyt 100 km/h-sra átalakítottak, ezek a DR 131.1-es alsorozatba kerültek. További átalakítások az érkező DR 132-esek miatt nem történtek.

## DR 131 sorozat
A megoldatlan vonatfűtés miatt az ezt követően gyártott mozdonyokat már csak 100 km/h legnagyobb sebességgel, így nagyobb vonóerővel rendelték.  76 darab DR 131-es sorozatú mozdonyt szereztek be, szintén tehervonati üzemre.

## DR 132 sorozat
Végül a vorosilovgradi gyártó 1972-ben megoldotta a vonatfűtés problémáját, először 2 mozdonyt szállítottak még 140 km/h legnagyobb sebességgel (ezek még 130 101 és 130 102 számon a VES-M Halle mozdonyai maradtak), majd 1974-től 709 darab DR 132-es mozdony érkezett, 120 km/h legnagyobb sebességgel, vonatfűtéssel felszerelve.

## DR 142 sorozat
1977 és 1978 között 6 darab mozdonyt szállított a szovjet gyártó 2940 kW-os (4000 LE-s) motorral felszerelve, melyek DR 142-es sorozatjelet kaptak. Azonban időközben az NDK és a Deutsche Reichsbahn nagyarányú vasútvillamosításba fogott, mely során minden fővonalat villamosítani kívántak, így a 4000 LE-s mozdonyok beszerzése feleslegessé vált, a további rendelést törölték. A 142-es mozdonyok Európa legerősebb egymotoros dízelmozdonyai voltak egészen 2006-ig, amikor a Voith Maxima 40CC típusú, 3600 kW-os mozdonyok átvették ezt a címet.

## Besorolás és átszámozás aDeutsche Bahnmegalakulásával
A két német vasút egyesítésével a keletnémet dízelmozdonyok 2-vel kezdődő sorozatszámokat kaptak, így a mozdonyok a 230, 231, 232, 242 sorozatjelet kapták. (A 230 és 232 sorozatjelet korábban már használta a Deutsche Bundesbahn.)

## Átépítések
A Deutsche Bahn sok mozdonyt átépített a megváltozott igények miatt. 65 darab mozdonyt remotorizáltak Kolomna 12D49M dízelmotorral, 64 darab mozdonyt átépítettek 140 km/h legnagyobb sebességre, 10 darab mozdonyt 4000 LE-s dízelmotorral tisztán tehervonati üzemre.

## DB 233 sorozat
Már 1991-ben keresni kezdtek egy új dízelmotort a 232-es sorozathoz, az eredeti motorok elhasználódása miatt. Próbaképpen 6 mozdonyba kísérleti motort építettek, 2 mozdonyba Caterpillar motort, 2 mozdonyba MaK motort, 2 mozdonyba pedig a Kolomna 5D49 orosz motort. A jó eredményei és az átépítési költségek miatt az orosz dízelmotort választották, de az orosz gyártó ekkorra leállt ezzel a konstrukcióval, és a 12 hengeres 12D49 motort ajánlotta, ami alacsony teljesítményen több hengert is le tud kapcsolni. 2003-ig a DB 233 sorozatba sorolt remotorizált mozdonyokból 65 darab készült.

## DB 234 sorozat
64 darab mozdonyt átépítettek 140 km/h sebességre, ezek DB 234 sorozatjelet kaptak.  Az átépítéshez a selejtezett 230-asok forgóvázait használták fel.  Később ezek közül néhányat visszaalakítottak 120 km/h sebességre, ezeket 232.9-es sorozatba számozták át.

## DB 241 sorozat
1997-ben a 232 800 mozdonyt 4000 LE-s (3000 kW) teljesítményre átalakították, majd a tapasztalatokkal 2 adagban összesen 10 darab mozdonyt DB 241 sorozatként átépítettek. A 241-es sorozat új dízel- és vontatómotorokat, megerősített fékrendszert, csúszás- és perdülésvédelmet kapott, de csak 100 km/h legnagyobb sebességű lett.
A 241 801-241 805 mozdonyokat 2001-ben a német-belga forgalomhoz (Aachen-Montzen vonal) kissé átalakították, hogy elférjenek a belga űrszelvényben, a tetőt alacsonyabbra átépítették, a szellőzőket áthelyezték. Mivel a mozdonyok nem kaptak MEMOR vonatbefolyásolót, így Belgiumban csak 60 km/h sebességgel közlekedhettek. 2008. december 14 óta a vonal villamosítása miatt nem közlekednek tovább ezen a vonalon.

## Alkalmazás
A mozdonyok napjainkban alapvetően tehervonati szerepkörben vitézkednek, néha InterCity, és InterRégió-vonatokat is továbbítanak Németországban. Magyarországon a GySEV-és, és magánvasúti példányok tehervonatokat visznek.